# 吸血鬼

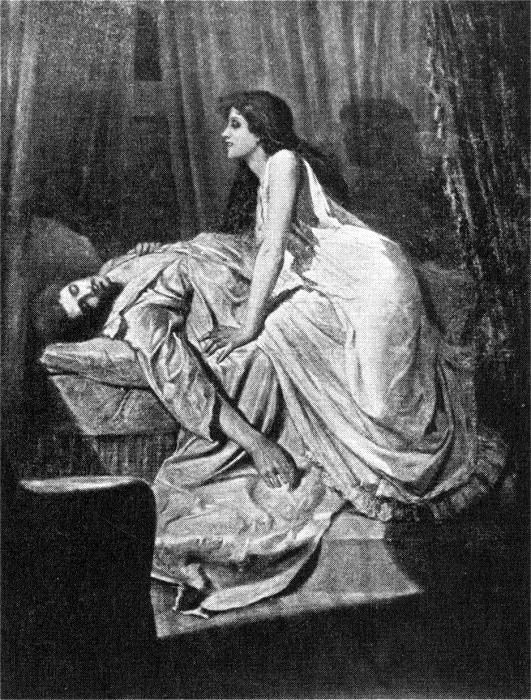
《吸血鬼》，菲利普·伯恩-琼斯1897年創作

吸血鬼是一种虚构生物，传说中通常以人类或其他生物的生命精华（通常是以血液的形式）为食。在欧洲民间传说中，不死的吸血鬼会经常去拜访他们的亲人，在他们生前住过的地方造成不幸和伤亡。
最初吸血鬼被描述成穿着裹尸布、身体浮肿、面色血红或漆黑的形象，这与从17世纪初期流传至今的瘦削、苍白的吸血鬼形象不同。
虽然许多文化中都有对吸血类生物的记录，但「吸血鬼」这个名词直到18世纪初期才被普及。对吸血鬼的迷信是从吸血鬼传说流行的地区（例如巴尔干半岛和东欧）涌入西欧才开始的。各个地区对吸血鬼的叫法也不一样，比如在希腊被称为“维克拉卡斯”，而在罗马尼亚被叫做“斯特里戈伊”（意为“凶兆预言者”）。自此对吸血鬼的迷信在欧兴盛，到了集体性歇斯底里的程度。在现代的一些文化中还存在着，比如卓柏卡布拉这一类的吸血生物。
早期民间对吸血鬼的迷信主要源于人们对人死后尸体腐烂过程的不了解。在工业化之前的社会，人们想要合理解释死亡的原因，于是创造出了吸血鬼这類一虚构生物。1985年时卟啉症也和吸血传说联系在一起，许多媒体对此进行了曝光，但是之后受到了大量质疑。
随着1819年约翰·波里道利《吸血鬼》一书的出版，现代小说中魅力无边、通晓世故的吸血鬼形象便诞生了。小说大获成功，被认为是19世纪早期最有影响力的吸血鬼作品。但是，真正作为吸血鬼小说的经典而被铭记，并且为现代吸血鬼传说铺路的，是布莱姆·斯托克1897年所著的《德古拉》。这部小说的成功衍生了一种别具风格的吸血鬼形象，吸血鬼自此成为惊悚流派作品中的重要出场角色。

## 词源
吸血鬼（Vampire）词语起源说法，一种是接头语（va/av）+立陶宛语“吸饮（Wempti）”，另一种是北方土耳其语的“妖术师（uber）”+塞尔维亚、克罗地亚语的“飞翔（Pirati）”。或是源自波兰语“upior”、塞尔维亚语和克罗地亚语的“upirina”、乌克兰语的“upiribi”、波斯尼亚语的“lampir”，语源可能和 vampie 相同。:18-19
牛津英语词典中第一次出现“Vampire（或 Vampyre）”这一单词是在1745年，出现在一篇发表在《哈利恩杂录》的游记《三位英国绅士的旅行》上。而在此前，吸血鬼早就在法国和德国的文学中被探讨过。英语Vampire一词正源于德语 Vampir（或者法语 Vampyre）。
而德语vampir源于塞尔维亚语вампир/vampir。1718年，奥地利在通过《帕萨罗维茨条约》控制塞尔维亚北部和奥尔特尼亚后，官方报道当地有掘尸“杀死吸血鬼”的习俗，在描述传说中的塞尔维亚吸血鬼阿诺德·保罗时所用的就是塞尔维亚语вампир/vampir。这些写于1725年至1732年之间的报道，受到了广泛的关注。
几乎所有的斯拉夫语系在这个词的构成上都与塞尔维亚语有相似处：保加利亚语和马其顿语是вампир（vampir），波斯尼亚语系是lampir，克罗地亚语是Vampir，捷克语和斯洛伐克语是upir，波兰语是wąpierz，以及源于老东斯拉夫语系的упирь（upir '）：乌克兰语是упир（upyr），俄语为упырь（upyr”），白俄罗斯语是упыр（upyr）。（注意：其中的许多语言也都借用了诸如"vampir/wampir"这些后来来自西方的形式；这些形式与最初方言所用的不一样。）而确切的词源尚不清楚。有人提出可能是源自于原斯拉夫语形式的*ǫpyrь and *ǫpirь。另外，还有一种非广为流传的理论称，斯拉夫语的“吸血鬼”一词是借自突厥语中的“巫师”一词（比如e.g., Tatar ubyr）。捷克的语言学家瓦茨拉夫·马奇克提出，将斯洛伐克语中的动词"vrepiť sa"（意为插入，把…插入）或其假定的变形词"vperiť sa"作为词源背景的话（在捷克古语中"vpeřit"意为“用力插”），就能把"upír"翻译为“插入，咬下去的人”。古俄语中最早使用这个单词是在反异教徒的论述“圣人格力格里之言”裡，这要追溯到大约11世纪到13世纪间，异教徒崇拜吸血鬼之事被报道出来的时候。
而汉字译名“吸血鬼”，来源是南方熊楠在1915年4月的《人类学杂志》里，将“vampire”译作吸血鬼。前一年的1914年，芥川龙之介翻译泰奥菲尔·戈蒂耶小说《多情女》（clarimonde）曾将“vampire”译作“夜叉”。“吸血鬼”译名被普及，是大正时代的作家国枝史郎，在1925年发表的《神州绞结城》，替“吸血鬼”三个字附上假名“バンパイア”。那之后1929年冈本崎堂在重译《多情女》时把原本的“夜叉”改为“女吸血鬼”。在1930年江户川乱步发表《吸血鬼》时“吸血鬼”开始增加大家认知程度，其第二年《德古拉》在日本上演。接着1932年佐藤春夫翻译約翰·威廉·波里道利小说《吸血鬼》后，“吸血鬼”变為“vampire”的一般通用译语。:72

## 民间信仰
吸血族的概念已经存在了几千年。如美索不达米亚人、希伯来人、古希腊人和罗马人的文化中都有关于恶魔和恶灵的故事，他们被认为是现代吸血鬼的前身。但尽管这些古老文明中出现了类吸血鬼生物的身影，现在我们所知的关于吸血鬼原型的民间传说，无一例外地来自于18世纪早期的欧洲东南部，那时，这一地区的许多族群口头相传的传说都被记录下来并出版。在许多传闻中，吸血鬼都是恶人、自杀者或者巫师的亡魂，但他们也可能是由附身尸体的恶灵或者被吸血鬼咬过的人变成的。这些传说蔓延盛行，以至于在一些地方引发了集体歇斯底里，甚至有被认作是吸血鬼的人被公开处决。吸血鬼本身隐喻了瘟疫、死亡、永生、性爱、侵略和心灵滋养的问题，映射人本身的欲望和恐惧。:9

### 简述和通性

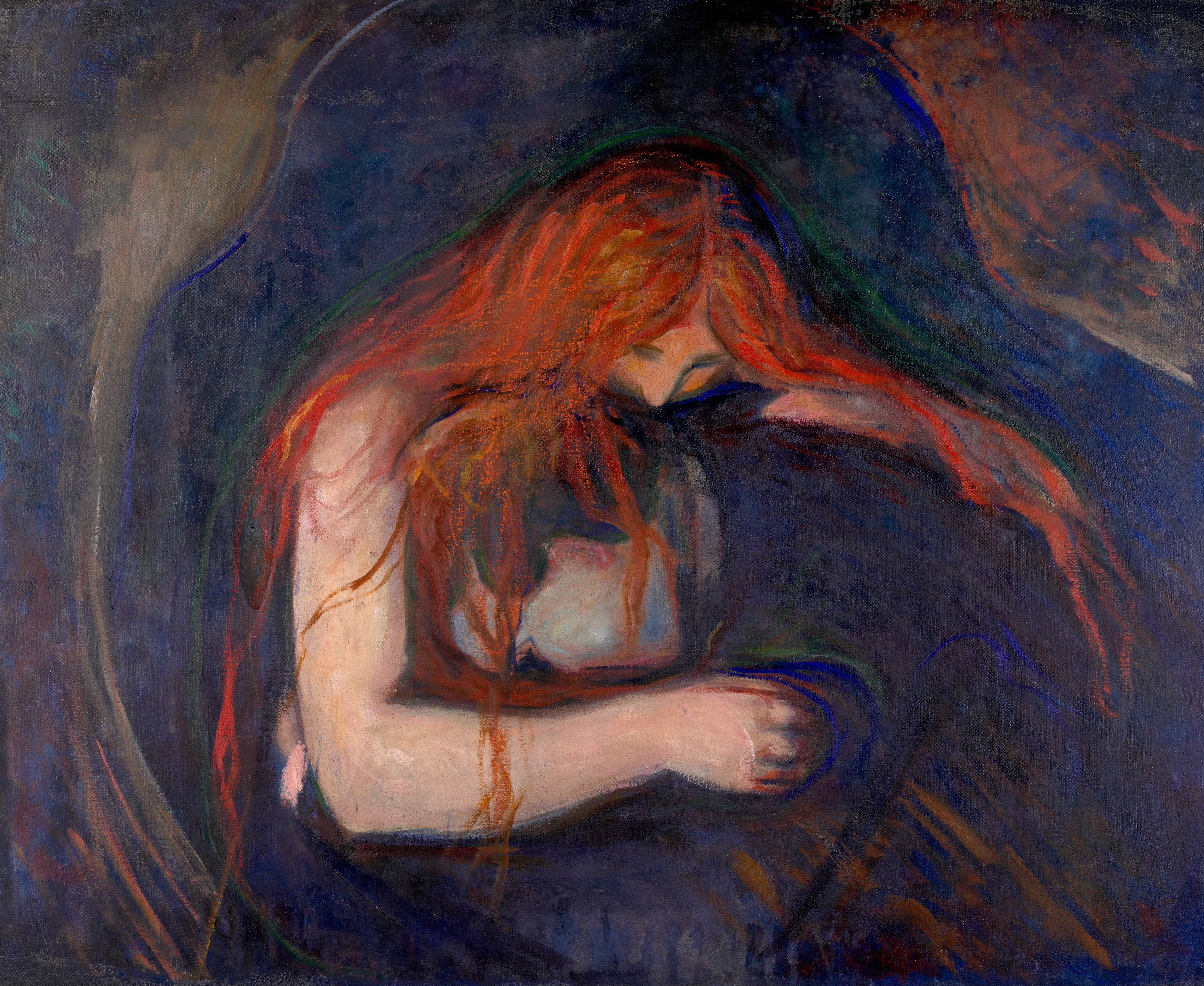
《吸血鬼》，爱德华·蒙克所繪

虽然许多欧洲传说都有一些相同之处，但要给民间传说中的吸血鬼做一个定义性的描述却非易事。据说他们外表浮肿并且呈现血红、淡紫或者暗黑的颜色；会出现这种特点通常是因为刚喝过血。确实，要是有吸血鬼被发现裹着尸布或者在棺材裡，左眼睁着，通常会看见有血从它鼻子或嘴裡渗出来。它会穿着下葬时裹的亚麻尸布，尽管通常来说尖牙并不算一个特征，但它的牙齿、头发和指甲可能会变长一些。

#### 吸血鬼的产生
吸血鬼一族的产生原因有很多，早期的民间传说所述也不尽相同。在斯拉夫和中国传统中，任何一具尸体被动物跳过，尤其是狗或猫，就有可能变成不死族的一员。尸体上有伤口却没有用开水处理过的，也有变成不死一族的危险。在俄罗斯的民间传说中，吸血鬼生前据说是巫师或者是在活着时反叛过俄罗斯东正教的人。
这就产生了为防止刚去世的亲人变成不死的亡魂而产生的习俗。将尸体倒置下葬的方法广为流传，同样流传的还有将生前的物品，例如长柄或短柄镰刀，放在墓地附近来取悦附到尸体上的恶魔或者使死者安息，这样死者就不会想从棺材裡出来了。古希腊人在死者嘴裡放银币，作为通过阴间冥河的通行费，这种做法和古希腊的一种风俗很相似，也有争议说，银币是用来避开进入尸体的恶灵的，这可能对后来的民间吸血鬼传说有影响。现代希腊关于维克拉卡斯的民间传说中，仍然保留着这种传统：将蜡质的十字架和刻有“耶稣基督征服”的一片陶片放在尸体上，以防尸体变成吸血鬼。其他在欧洲通行的做法还有割断膝盖上的筋脉或者在可能变成吸血鬼之人的墓地上放置罂粟花籽、米粟或者沙子，这是为了使吸血鬼整夜忙于数掉下来的谷粒，这种做法表明吸血鬼可能有计数的强迫症。类似的说法在中国小说中也有：如果一个类吸血鬼的生物遇到一袋米，它会不受控制地去数清每一粒米粒；在南亚次大陆的神话中，以及南美关于巫师和其他恶灵或邪恶生物的故事裡，都有提到这种特性。
在阿尔巴尼亚的民间传说中，半吸血鬼达姆派尔是卡肯斯霍尔或者路加特的儿子。如果卡肯斯霍尔和他妻子上了床，而他妻子怀上了孩子，孩子名叫达姆派尔并且有辨认出卡肯斯霍尔的特殊能力；这就衍生了达姆派尔和路加特相识的故事。人类不能看见路加特，只有达姆派尔可以杀了他，而他通常是达姆派尔的父亲。在不同的地区传说中，亡魂路加特可能附身于动物；也可能附身于睡着了的活人身上。达姆派尔也是一个阿尔巴尼亚的姓氏。

#### 辨认吸血鬼
为了辨认吸血鬼，人们用了许多复杂的仪式。其中一种寻找吸血鬼墓穴的方法是领着骑在未交配过的种马上的男童穿过墓地或教堂墓地——马会在有问题的墓地前畏缩。一般所用的马都是黑马，但是在阿尔巴尼亚传统中必须用白马。如果某处墓地上方开了个洞，会被看做是出现吸血族的征兆。
被认作是吸血鬼的尸体通常面色要比一般尸体健康些，脸部丰润而且腐化较少或没有腐化的迹象。在一些事件中，当村民打开疑有吸血鬼的墓穴时，据他们描述，尸体的脸上覆满受害者的鲜血。有证据表明，在有牛羊、亲人或邻居死亡的地区吸血鬼比较活跃。民间传说中的吸血鬼也会通过恶作剧般的行为让人们感知到它们的存在，比如朝屋顶扔石子、移动屋裡的东西还有鬼压床等。
至今广为流传的说法是吸血鬼在使用过大的力量,情绪起伏较大,嗜血或饥饿的情况下瞳孔会渐变为赤红色或冷青蓝色。

#### 吸血鬼眷属
吸血鬼眷属，是属于高位者的象征，眷屬的具体作用是引来更多的人类供自己食用。吸血鬼内部拥有19世纪完整的爵位分制，分制上极其严苛对于血脉上的要求极高，在对人类进行嗜血行为时獠牙会分泌类兴奋剂的成分导致人类表现出兴奋快乐，而因19世纪战乱贫穷这种成分就像现代的毒品一样具有成瘾性，让人类成为不会背叛的眷属。所以分制上会以獠牙分泌物的浓度和力量作为绝对的标准，这据说是大公吸血鬼才拥有的能力。

##### 驱邪物
驱邪物，作为能够驱散亡魂的东西，在吸血鬼的传说裡很是常见。大蒜就是个普通的例子，据说野玫瑰花束和山楂树也能伤到吸血鬼，在欧洲，还有在房顶撒些芥菜种子能够退避吸血鬼的说法。另一类驱邪物品是圣物，例如十字架、玫瑰经和圣水及銀製物品。据说吸血鬼不能进入宗教建築物 如教堂，也不能穿过奔腾的河流。虽然传统意义上镜子并不算驱邪物，但人们曾将镜子放在门上，镜面朝外来驱退吸血鬼（在一些文化裡，吸血鬼不能在镜中倒映，也没有影子，也许这是吸血鬼没有灵魂的表现）。这项特性并不普及（希腊吸血鬼维克拉卡斯就不仅能在镜中倒映还有影子），但布拉姆•斯托克的小说《德古拉》中就写到这项特性，之后的作家和电影制片人也经常用到这一特性。有些传统还认为，除非主人邀请，否则吸血鬼不能进入房子，尽管只需邀请一次它们就可来去自如。虽然民间传说认为吸血鬼在夜间比较活跃，但通常它们并不会对阳光敏感。

##### 毁灭之法

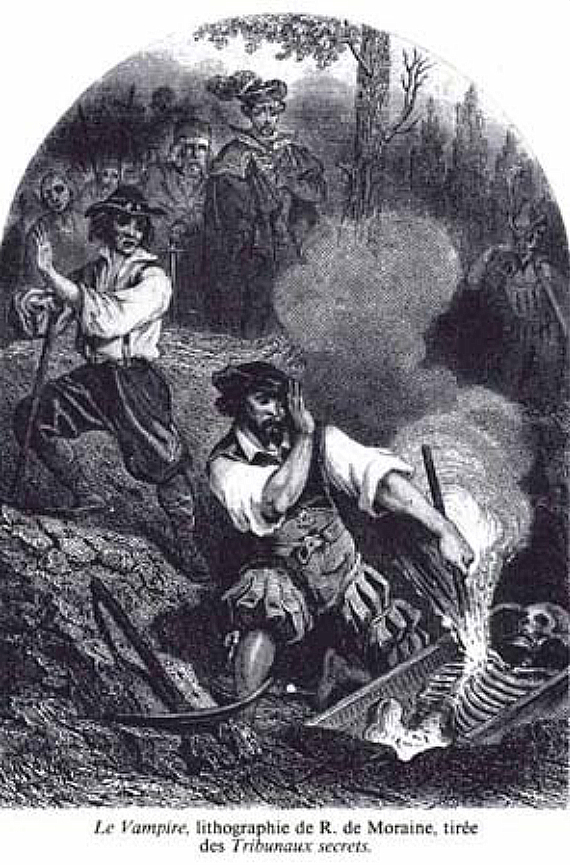
“吸血鬼”石版画，R.莫雷纳绘（1864年）

毁灭被疑作是吸血鬼尸体的方法多种多样，最常见的做法是钉木桩，在南斯拉夫文化中尤其如此。在俄罗斯和波罗的海附近国家，人们倾向于使用白蜡树的木头；在塞尔维亚，人们用山楂木；而在西里西亚，人们选择橡树木。最普遍的做法是钉穿心脏，但在俄罗斯和德意志北部，人们选择钉穿嘴部；而在塞尔维亚东北部，人们会钉穿腹部。刺穿胸腔的皮肤是为了给浮肿的吸血鬼“放气”，这和把尖锐物体（例如镰刀）与尸体埋在一起的做法是一样的，这样一来，尸体在转化成恶灵充分膨胀时，尖锐物会刺穿皮肤。后者方法在历史上的一个显著例子是，在17世纪和18世纪的一些波兰村庄，人们在墓穴中埋葬尸体的同时会在他们的脖颈处或腹部周围放置锋利的镰刀。
德国和西斯拉夫地区的人偏向于斩首的方法，并把头埋葬于两足之间、臀部下面或者埋得离身体很远。这种做法被视为加快灵魂离去的方法之一，因为在一些文化中，灵魂会在尸体上弥留。吸血鬼的头，身体和衣服也可以被钉到地上，以防它们出来。在下葬时，罗姆人会将钢针或铁针钉入尸体的心脏，并在嘴裡，眼睛上，耳朵裡还有手指间放一些钢针；他们还会在死者的袜子裡放山楂木或用山楂木钉穿双腿。在16世纪威尼斯附近举行的一场葬礼上，一块砖头被强行塞进了一具女尸的嘴裡，据后来在2006年发现她的考古学家们解释，这是一场屠杀吸血鬼的仪式。还有一种方法是对着墓地泼开水以及彻底焚化尸体。在巴尔干半岛，吸血鬼可以通过枪杀、溺水、重办葬礼、撒圣水或者驱魔术等方法被杀掉。在罗马尼亚，把大蒜放进尸体嘴裡可以预防变为吸血鬼，而在近代19世纪时，人们采用将子弹射穿棺材的方法。在一些顽固的案例中，人们会肢解尸体并且焚烧，将骨灰与水混合后，由家人保管。在德意志撒克逊地区，被怀疑是吸血鬼的尸体嘴裡会被放入柠檬。
在保加利亚，曾发现过100多具骷髅，有诸如犁之类的金属物品嵌入躯体。

### 古代传说

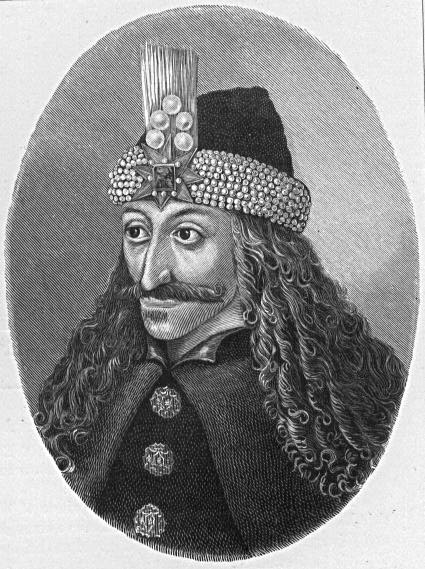
德古拉原型-瓦拉幾亞大公弗拉德三世

许多世纪以来，有关超自然生物吸食活物血肉的故事遍布世界，几乎每个文化裡都有。在古时，“吸血鬼”这个称呼是不存在的；人们将饮血和类似的行为归结在恶魔或者食肉饮血的恶灵身上；甚至连魔鬼都是吸血鬼的近义词。几乎每个国家都会把吸血与某种亡魂或恶魔联系在一起，或者某些情况下和神相联系。例如，印度维塔拉的故事，维塔拉是寄居在尸体上的类似于食尸鬼的存在，故事收录在《孟加拉二十五传说》中；《故事海》中一个重要故事，讲述了维克拉姆帝亚国王在夜间试图抓住一只神出鬼没的维塔拉。印度的毕舍遮，是作恶者或疯子死后的亡魂，也有着吸血的特性。波斯是最初几个有吸血恶魔故事的文明古国之一：这些试图吸食人血的魔物依附在挖掘出来的陶器碎片上。古巴比伦王国和古亚述王国有着关于神秘生物丽丽图（Lilitu）的传说，她的同义词和衍生物即莉莉丝（Lilith，希伯来语）以及她的女儿，希伯来语中的恶魔，丽露（Lilu）。传说丽丽图是个女妖，通常靠吸食婴儿鲜血存活。希伯来神话中的艾斯特雷斯（Estries），据说是变形成女性的吸血恶魔，夜间会在居民处游荡，寻找猎物。据《虔诚者之书》记载，艾斯特斯是在上帝休憩之前的暮色时分被创造出来的生物。受伤的艾斯特斯需要吃伤她者给她的面包和盐来治愈自己。
古希腊和罗马传说记叙了恩浦萨、拉米亚和斯特里克斯（Strix）。随时间流逝前两个名词分别变成巫师和魔鬼的代名词。恩浦萨是女神赫卡忒的女儿，据传是个青铜足的恶魔，她会变成年轻女子，诱惑睡梦中的男子，吸食他们的鲜血。拉米亚在夜间捕食床上的幼儿，吸他们的血，就像盖罗蒂斯或者盖罗那样。和拉米亚一样，斯特里克斯捕食婴儿，但她也吃年轻男子，据传她们通常有着乌鸦或者鸟类的身体，后来被归入了罗马传说中的林鸮属的鸟类——一种夜间活动，以人类血肉为食的鸟类。
在阿塞拜疆族神话中，Hortdan（阿塞拜疆语：Xortdan）是从坟墓中出来的死者的怨魂，也可以是具有特定魔法特质的活人。Hortdan能变成动物，隐身，惯于吸血来吸收猎物的精力。

### 中世纪及之后的欧洲民间传说

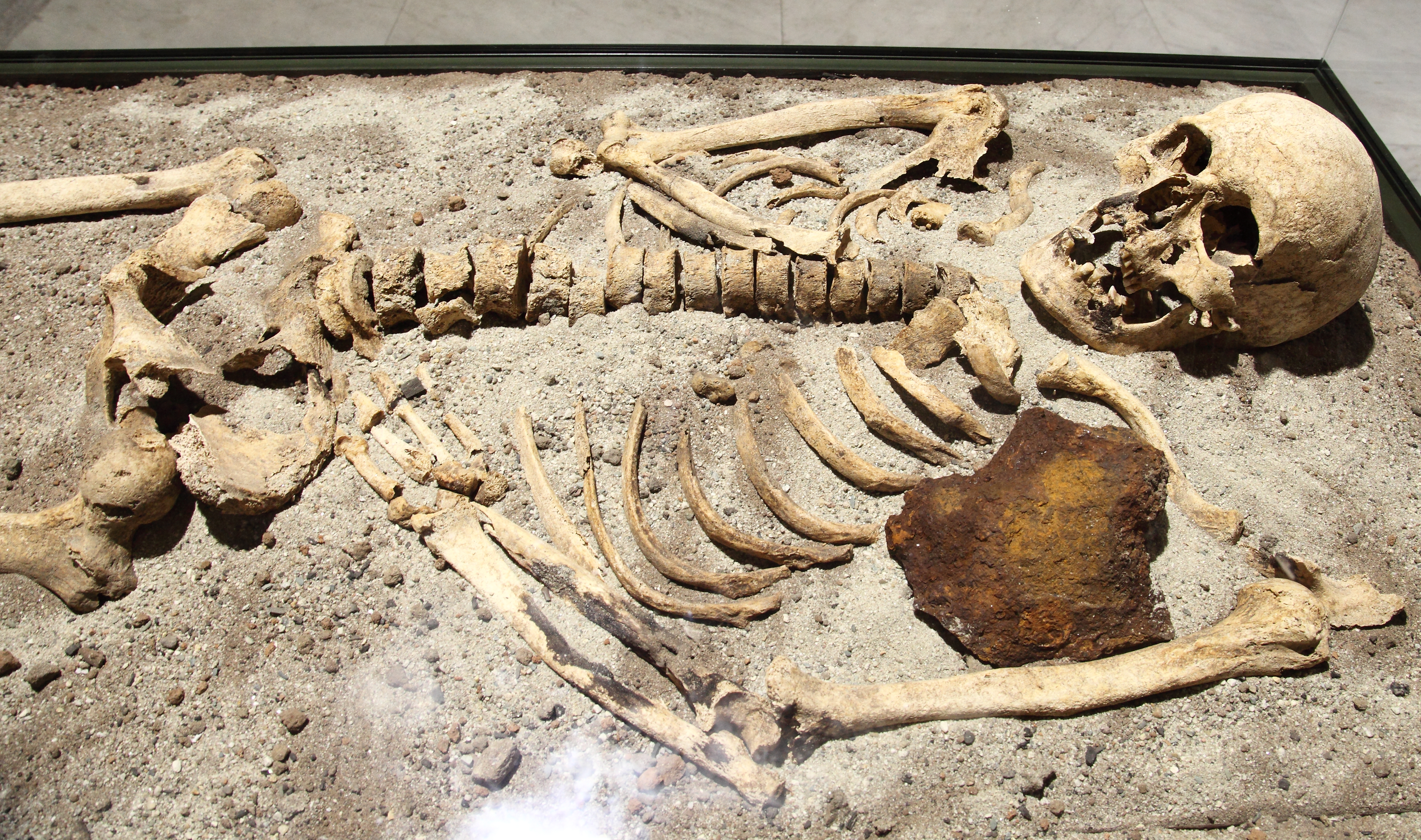
在保加利亚发现的800年前的骷髅，被铁棍捅穿胸腔。

许多关于吸血鬼的传说始于中世纪时期。12世纪英国的历史学家和编史者瓦尔特·迈普以及William of Newburgh记录了许多亡魂的传说，尽管这一时期之后英国关于吸血魔物传说的记录并不齐全。古时挪威的卓戈人是中世纪又一个与吸血鬼相似的不死生物。
吸血鬼始于17世纪末期和18世纪欧洲东部广泛流传的民间传说。在这些形形色色的传说的基础上形成了吸血鬼传说，后来传入德国和英国，并在那裡被加工和推广。吸血鬼活动的最早记录出現在1672年的伊斯特拉半島(今克罗埃西亚境內)。Local reports cited the local vampire Jure Grando of the village Khring near Tinjan as the cause of panic among the villagers.以前有个农民叫尤雷，死于1656年，但是，当地村民称他又复活了，开始吸食人血并且性骚扰他的遗孀，村长本来决定用木棍钉穿他的心脏，但当这个方法失败时，他最终被以斩首的方式了结。这是历史上首次有真人被描述成吸血鬼。
殭屍傳說在17世紀的西歐已經不如中世紀時那般流行，但在東歐反而興盛起來。造成這種差異的原因之一是社會學方面：16世紀末至17世紀的東歐諸國生活貧困，交通不便，山區更是如此，文藝復興時期的學識很難傳到這些遙遠的地方。這裡除了居於城市的資產階層外，居民多是目不識丁的農民，迷信故事在這樣的區域很受歡迎。其次是宗教方面：在信奉天主教的拉丁國家，如西班牙和葡萄牙，羅馬教廷依靠宗教裁判所壓制異端和迷信。在新教國家如英國，於斯圖亞特王朝時代，宗教改革運動後，政府與教會雙方都開始鎭壓巫術，並大擧搜捕女巫。但在東歐，採拜占庭禮的東方教會對迷信寬容得多，甚至將吸血鬼迷信納入自己的禮拜儀式。
18世纪间，东欧兴起了指认吸血鬼的狂热风潮，人们藉由用木棍插尸体和掘尸来认出和杀死可能的吸血鬼，这类事件常有发生；就连政府部门也加入了猎杀和木钉吸血鬼的行列。尽管这一时期被称为启蒙时期，大多数的民间传说都已湮没，但吸血鬼的迷信却愈演愈烈，在欧洲大部分地区引起集体癔症。这场恐慌始于1721年的东普鲁士和1725年到1734的哈布斯堡君主国，据称是吸血鬼袭击的爆发，并蔓延到了其他地区。其中两个著名的吸血鬼事件，前一件被正式记录，涉及到了塞尔维亚的彼特·布拉戈耶维奇和阿诺德·保罗。据报道，布拉戈耶维奇死于62岁，却在死后又回家向他儿子讨要食物。其子拒绝后，次日被发现死亡。回归的布拉戈耶维奇袭击了许多邻里，都是死于失血。第二例中的农民保罗，是一位退役的士兵，后来成为一名农民，据称几年前被吸血鬼袭击过，死时正在割草。他死后，邻里开始陆续死亡，大家都认为是保罗回来了，捕食邻里。另一个有名的塞尔维亚传说是关于一个名为萨瓦·萨瓦诺威克（Sava Savanović）的吸血鬼，他住在一个水磨坊裡，杀死磨粉工人并吸食他们的鲜血。此人物后来出现在塞尔维亚作家米诺万·格力西克（Milovan Glišić）的小说中，1973年南斯拉夫的惊悚电影《蝴蝶夫人》就是受此小说的启发。
对这两起事件的记录很是完备；政府部门进行了尸检，撰写了报道，并在全欧洲出版书作。这场癔病持续了一代人，通常被称为“18世纪吸血鬼的争议”。问题由于乡间所谓的吸血鬼袭击出现蔓延而被夸大，并且毫无疑问地导致了村庄裡出现迷信泛滥的情况，村民们掘出尸体，有时还用木桩钉住。虽然这一时期的许多学者都发表言论声称吸血鬼并不存在，并且解释了不成熟的埋葬和狂犬病，迷信还是有增无减。德高望重的法国神学家兼学者安东尼·奥古斯汀·卡尔梅特（Antoine Augustine Calmet）于1746年发表了一篇论述严谨的著述，模糊涉及到了吸血鬼的存在。卡尔梅特收集了吸血鬼事件；众多读者，包括著名作家伏尔泰和支持魔鬼学的神学家们，都将这篇著述看做是承认吸血鬼的存在。在《哲学日记》裡，伏尔泰如是写道：
这些吸血鬼都是尸体，他们晚上从坟墓裡出来，从喉咙或者肚子吸食活物的鲜血，完事后，又会回到墓地。被吸血的人呈现病态，愈发苍白，生命被消耗；而吸血的尸体会胀大，红润起来，满足他们的欲望。在波兰，匈牙利，西里西亚，摩拉维亚，奥地利和洛林，死者以此作酒寻欢。
一些神学争论由此而生。吸血鬼尸体的不腐让人想起了天主教的圣人不腐的身体。在第二版（1749年）的《天主赐福和福人列圣》（De servorum Dei beatificatione et sanctorum canonizatione）裡有一段关于吸血鬼的段落，此书由朗贝蒂尼（教宗本笃十四世）所写，是关于天主仆人的受福礼和受福之人封为列圣的故事。在他的观点裡，圣人身体之所以不腐乃是天注定，而吸血鬼的现象只能归结于自然或者是“想象，恐吓和畏惧”的产物。换言之，吸血鬼是不存在的。
直到奥地利女大公玛丽亚·特蕾西亚派她的私人医师杰拉德·凡·斯维腾（Gerard van Swieten）去调查声称是吸血鬼的事件，争议才停止。医师得出吸血鬼不存在的结论，大公于是通过了禁止挖坟和亵渎尸体的法令，宣告了吸血鬼癔症的结束。虽然禁令已行，吸血鬼依然活在艺术作品和地方迷信中。

### 欧洲外的各地信仰

#### 非洲
非洲许多地区传说着有吸血鬼能力的生物的民间故事：在非洲西部，阿散蒂人讲述着铁齿铜牙，生活在树上的阿三波山的故事。而艾维人的阿泽，则是长着萤火虫的样子，捕食孩童的生物。东方海角存在着雷鸟，是一种长着巨爪，能够召唤雷电的鸟，而马达加斯加的贝齐寮人讲述着瑞曼歌的故事，一个吸食鲜血，吃贵族的指甲屑末的亡命之徒或者吸血鬼。

#### 美洲
信仰复合是怎样导致吸血鬼信仰的形成的呢？吸血女巫（Loogaroo）就是个例子，它是法国和非洲的伏都（拼作“Vodu”或“Voodoo”）的复合物。Loogaroo一词很可能来源于法语的loup-garou（意为“狼人”），并且在毛里求斯文化中很常见。但是，关于吸血女巫的故事却在加勒比群岛和美国的路易斯安那州广为流传。相似的女怪物还有特立尼达的索寇焰特（Soucouyant），哥伦比亚民间传说裡的吞陀（Tunda）和帕塔索拉（Patasola）和智利南部的马普切族名为普婵（Peuchen）的吸血蛇。北美迷信在门后或者门附近挂芦荟可以使吸血鬼退避。阿芝特克人的神话裡有关于天赐之女的故事，天赐之女是那些怀着婴儿的灵体，它们的脸只有骷髅骨架，会偷孩童，会与活人搅入暧昧关系，把他们逼疯。
在18世纪到19世纪间，吸血鬼的信仰在新英格兰的部分地区，尤其是罗德岛州和康乃迪克州的东部广泛流传。有许多记录在案的事件都是讲述一些家庭，因为相信死者会变成吸血鬼，导致家人生病或死亡，所以掘出亲人的尸体，挖出他们的心脏，但是讲述时并未真正用到“吸血鬼”一词。那时的人们认为，绝症肺结核（或称“肺痨”）是由死于肺痨的家人夜间造访引起的。最近最有名的一起疑似吸血鬼犯案的事件是在1892年的罗德岛埃克塞特城，19岁的摩西·布朗（Mercy Brown）的父亲，在家庭医师的帮助下，在女儿死后两个月将她的尸体移出了墓穴，挖出了她的心脏并烧为灰烬。

#### 亚洲
在古老民间传说的基础上，现代对于吸血鬼的信仰在亚洲广泛传播，从大陆食尸鬼的故事到南亚诸岛上关于吸血生物的故事。
南亚也诞生了许多有关其他的吸血生物的传说。布特（Bhoot）或称布鲁特（Prét）是一位猝死青年的灵魂，夜间在生物尸体周围游荡，并会攻击活物，与食尸鬼很相似。在印度北部，有关于布拉马拉卡·莎萨的传说，它是一种与吸血鬼相似的生物，头顶环绕肠子，通过一根骷髅骨吸食血液。出现在印度南部的传说和故事中的维塔拉（Vetala），有时会被渲染成“吸血鬼”的形象。（见“古老信仰”章节）
尽管日本影院自19世纪50年代末开始上演吸血鬼电影，但是背后的民间传说却是源自西方。然而日本的辘轳首是头、颈和身子分离的怪物，在夜间捕猎人为食。还有吸血妖怪妖狐，需要生命力量来存活和施展魔法，因此，他们靠和人类做爱获得生命力量。

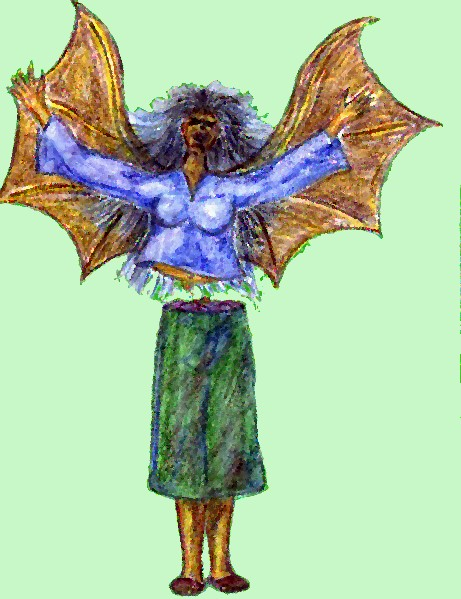
菲律宾神话中的马纳南加尔

菲律宾，马来西亚和印度尼西亚也有关于上下身分离的雌性类吸血鬼存在的神话。菲律宾主要有两种类吸血鬼生物：塔加拉族的曼都鲁果（Mandurugo，“吸血者”）和米沙鄢族的马纳南加尔（“自裂植体”）。曼都鲁果是阿斯旺的一种，白天会变作美丽女子的样子，在晚上则会长出翅膀和长长的，中空的，针一样的舌头，用来吸食入睡之人的鲜血。马纳南加尔则被描述成是年长些的美貌妇人，能够在夜间分离出上身躯干，用巨大的蝙蝠状翅膀飞行，捕食在家中睡着而且毫无防备的孕妇。他们会伸长吻状的舌头来吸食胎儿，也喜欢吃病人的内脏（尤其是心脏和肝脏）和痰。
马来西亚的庞南加兰据传可能是一位貌美的老妇或者年轻女子，通过经常施展黑魔法或者其他违反自然规律的方法获取美貌，在当地的民间传说裡，她通常被描述成本性黑暗的恶魔。她能分离出自己带有尖牙的头部，使之在夜间四处飞行寻找血源，主要是怀孕的女人。马来西亚人会在房子的门或窗的周围挂上蓟，希望以此吓走宾朗加朗，因为她会害怕自己的肠被尖刺挂住。雷亚克（Leyak）是来源于巴厘岛民间传说的一种相似生物。印度尼西亚的昆提兰那克（Kuntilanak）或者马提安那克（Matianak），或者马来西亚的庞蒂雅娜或者朗素（Langsuir），是一位死于难产的妇人，在她复活之后进行报复，恐吓村民。她是一位富有魅力的妇人，长着长长的黑发，借此掩盖她脖子后的洞，通过那个洞她吸食孩童的鲜血。用她的头发填满空洞可以赶走她。人们会在尸体的嘴裡塞满玻璃珠，在两腋下各放一个鸡蛋，并用针定住他们的手掌，以防他们变成朗素。这些描述同样适用于桑德·波隆（Sundel bolong）。
僵尸，有时被西方人称作“中国的吸血鬼”，是一种复活的跳来跳去的尸体，他通过杀死生物来从他们身上吸取生命精髓（气）。据说他们是因为人的灵魂（魄）无法离开尸体，才形成的。但是，有人认为僵尸和吸血鬼不可相提并论，因为僵尸通常是没有智商的，无法独立思考。这类怪物有种异常的特点就是，他们的皮肤呈青白色的毛茸状，也许是由于尸体上长真菌或者霉菌的原因。在香港和西亚地区，僵尸传说促生了一派僵尸电影和文学。20世纪80年代和90年代僵尸电影的大热时期，上映了许多僵尸电影，例如《鬼打鬼》和《僵尸先生》。
飞缘魔由“丙午年”出生的女性囚犯变成，会将好色男性的血吸干。

### 现代信仰
在现代小说中，吸血鬼总会被描画成魅力非凡，气场十足的反派人物。尽管大家都不相信吸血鬼的存在，还是会有人声称看见了吸血鬼。的确，追猎吸血鬼的社会群体仍有存在，但大部分是由于社会原因。在2002年后期和2003年早期，被指控为吸血鬼袭击的案件横扫非洲国家马拉维。由于相信政府与吸血鬼共同某事，暴民们将一人用石头砸至死亡，并有至少四人受伤，其中包括艾瑞克·齐娃亚（Eric Chiwaya）总督。
早在1970年时，伦敦当地的出版社散布谣言称有吸血鬼在海格特公墓游荡，大批业余的吸血鬼猎人蜂拥而至。有几部书就是对此事件的描述，其中最出名的一本为锡恩·曼切斯特所著。他是当时第一批声称有“海格特公墓吸血鬼”存在的人的其中之一，并在之后申明这一地区的吸血鬼已被一窝端了。在2005年2月，又流传出谣言说一名袭击人在英格兰的伯明翰咬伤多人，使很多人担心是一名吸血鬼在该街游荡。但是，当地警局澄清，这起事件根本没有发生，不过是一个城市猎奇传说罢了。

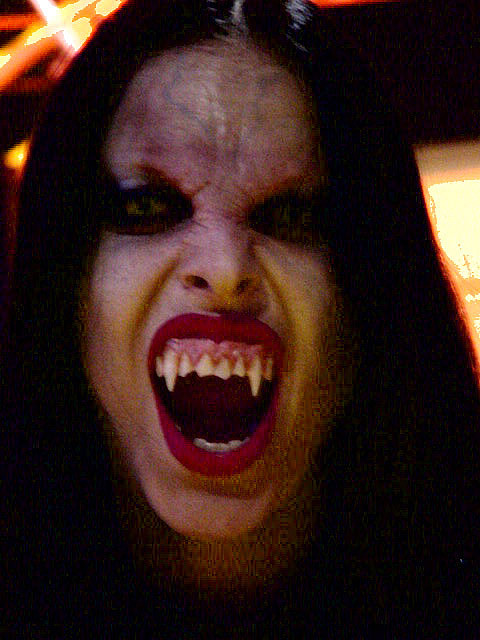
女吸血鬼装束

在2006年，一位弗罗里达中心大学的物理学教授写了篇论文，论证道，依据等比数列，吸血鬼是不可能存在的。据论文所述，如果第一个吸血鬼出现于1600年1月1日，并且需要每个月喝一次血（这比电影和民间传说中描述的次数要少的多），被吸血的受害人被转变成吸血鬼，那么在两年半时间内，这一时期的全部人类就会都变成吸血鬼了。但是论文并没有说明每个受害者转变所要求的鲜血消耗量的可信度究竟有多少。
现代著名的吸血鬼事件之一，是关于波多黎各和墨西哥名为卓柏卡布拉（山羊杀手）的生物。据说它们以吸食家畜的血肉为生，导致很多人认为它们是一种吸血鬼。这场“徒伯卡布拉臆症”，尤其是在19世纪90年代中期，与严重的经济和政治危机，脱不开关系。
在许多吸血鬼民间传说的起源地欧洲，人们大都认为吸血鬼只是虚构的生物。虽然有些团体可能会因为经济原因相信这类亡魂的存在。但一些地方，尤其是偏远小地，吸血鬼信仰仍然肆虐，目击或者声称有吸血鬼袭击事件的事时有发生。2004年2月，在罗马尼亚，托马·佩特瑞的几个亲属怀疑他变成了吸血鬼。于是他们掘出了他的尸体，掏出了他的心来焚烧。又把烧成的灰烬和水喝了下去。
吸血鬼信仰和吸血生活也与现代的超自然主义运动有关。吸血鬼的神话，有着引人入胜的魔力和掠夺性的特性，寓有极强的象征意义。这种象征意义可以用在宗教仪式和魔法能量上，甚至可以被辟为一派宗教。几个世纪以来，吸血鬼都是欧洲超自然社会的一部分。而距离它传入美国成为其亚文化，与新哥特式美学影响交融，也有了十多年之久。

#### 集合名词
用“coven”一词作为吸血鬼的集体名词，可能最初始于维肯女巫会。能代替一群吸血鬼的集体名词可以说是吸血鬼的一间“房子”。《奇迹标志》的作者大卫·马季，在书中第566页提出了集体名词“basement”。原文是“A basement of vampires”（一群吸血鬼）。

## 吸血鬼信仰的起源
研究员为吸血鬼信仰的起源提供了诸多理论，用以解释这种对吸血鬼的迷信—有时是集体癔症。从不成熟的埋葬技术到早期对尸体分解腐烂过程的无知，其中许多都被列作是吸血鬼信仰的缘由。
在17-18世纪左右，对吸血鬼有研究的主要以医生、哲学家和神学家为主。到19世纪开始，诗人、文学家、电影制片和导演等人对此类生物形塑,构造现代对吸血鬼的想像。:23

### 病理学

#### 尸体分解
保罗·巴博在他的《吸血鬼，埋葬与死亡》一书中写道：吸血鬼信仰起源于社会工业化之前，人们试图解释死亡和尸体分解的自然现象，却无法解释。
当尸体被挖出来的样子并不像人们认为的正常尸体该有的样子时，他们有时就会构想出有关吸血鬼的事来。然而，尸体分解的程度因温度和泥土组成而异。这就导致了吸血鬼猎人误以为尸体没有分解，或者更讽刺的，认为这是尸体重生的迹象。当分解产生的气体在躯体内聚集时，尸体就会膨胀，不断加剧的压力致使血液从嘴和鼻子裡渗出。这些会让尸体看起来“丰腴”“饱食”而且“红润”——如果死者比较苍白瘦弱的话，这样的变化就更瘆人了。在阿诺德·保罗（Arnold Paole）事件中，邻居们认定掘出的一位老妇的尸体比生前看起来更丰满健康。而渗血的尸体给人的印象就像是刚刚喝过血。肤色的暗黑看起来由细胞分解所导致。钉穿分解中的肿胀尸体能使之流血，并且致使聚集起的气体逸出体内。气体穿过声带会引起呻吟似的声音，或者是穿过肛门发出一种让人想起肠胃气胀的声音。彼特·布拉戈耶维奇事件的官方报道中提到“出于对尸体的尊敬，一些没有根据的迹象在此略过”。
人死后，皮肤与牙龈会失水，并失去约束力，暴露出发根、指甲根和牙根，即使是隐藏在下颚的牙齿也不例外。这会让人有种头发、指甲和牙齿还在生长的错觉。在某个阶段裡，指甲会脱落，皮肤也会剥落，正如布拉哥耶维奇事件的官方报道所述—暴露出的下皮和指甲床被认作是“新的皮肤”和“新的指甲”。

#### 仓促埋葬
也有人设想吸血鬼传说可能与当时医疗知识贫乏，一些人被活埋有关。在一些事件中，据有人说听见某个棺材裡会传出声音。而后掘出的棺材裡发现有指甲抓痕，是受害者企图逃离时抓出来的。而另一些撞伤了头部，鼻子或者脸的人，看起来就会像刚刚“吸过血”。这个理论有一个漏洞就是，那些假设是被活埋的人是如何在没有食物，水和空气的情况下存活的。对棺中声音的另一解释是，尸体自然分解时，逃逸出的气体发出的噗噗声。而造成墓地破坏的另一可能原因是盗墓。

#### 接触传染
吸血鬼民间传说一直与一些无法确诊的神秘疾病致死脱不开关系，尤其是在同一家族或者同一小范围内的接连死亡。在如彼特·布拉戈耶维奇和阿诺德·保罗这样的经典实例中可以明显看到怪病的间接影响。更明显的是在摩西·布朗（Mercy Brown）的案例中以及在新英格兰的吸血鬼信仰裡肺结核这种特殊疾病与吸血鬼信仰的爆发关系匪浅。同鼠疫引起的肺炎一样，它与肺部组织的崩坏有关，会引起吐血。

#### 卟啉症
1985年，生化学家大卫·多芬（David Dolphin）提出了罕见的供血失常症（即卟啉症）与吸血鬼民间传说之间的联系。这些症状都不能用静脉注射血红素的方法治疗，大卫认为大量的失血可能导致血红素不知如何穿过胃壁，进入到了血流当中。所以吸血鬼就是那些为卟啉症所苦，从而寻求血红素替代物来缓解他们的症状的那些人。而这一理论被义正严辞的驳回了。据医学理论显示，所谓的卟啉症病人渴求人血中的血红素或者吸食鲜血会缓解症状，都是对卟啉症的误解。另外，有人指出，多芬把小说中的（吸血的）吸血鬼和那些民间传说中的吸血鬼混为一谈了。后者中的许多并不喝血。同样的，也有人在对日光敏感这一点上找到了相似点。但这一点也是与小说的吸血鬼有关，而非民间传说中的。无论如何，多芬并没有继续广泛发表他的著作。而这个理论虽然被专家否定了却引起了媒体的注意，并被许多流行的现代民间传说所应用。

#### 狂犬病
狂犬病一直都和吸血鬼传说联系在一起。西班牙維戈的席拉医院的一位神经科医生朱恩·戈马斯·阿隆索（Juan Gómez-Alonso）在报道《精神病》中论证了这种可能性。对大蒜和洋葱的惧怕可能是因为高度过敏，即狂犬病的症状。该病也会影响大脑，造成正常睡眠模式的紊乱（从而引起精神失常）和性亢奋。曾有传说称，如果一个人能看见他的影子，那他绝对没得狂犬病。（暗指传说吸血鬼没有影子）。狼和蝙蝠经常和吸血鬼联系在一起，可能是狂犬病毒的携带者。这种病也会让人有咬人的欲望，以及口中冒血沫。

### 心理动态上的理解
威尔士的心理学家阿涅斯特·琼斯（Ernest Jones）在他1931年的著作《噩梦》中称，吸血鬼是一些无意识下的欲望与防御心理的化身。诸如爱恨、悔愧之类的情感会使墓中的死者升起回归的欲念。想要与爱人相聚的欲望，使得死者的爱人会觉得怀抱着同样渴求的死者一定会回来的。正因如此，才有了民间吸血鬼的信仰，人们相信亡魂会回来拜访亲人，尤其是他们的伴侣。如果死者怀着的是愧疚的心情，那么，想要团聚的欲望就会被焦虑所代替。这就会导致压抑，就如西格蒙德·弗洛克德的案子一样，引发病态的恐惧。琼斯推测，在这种案例裡，最初的团聚（生理）欲望可能会扭曲：欲望被恐惧代替，爱情被虐望代替，原本的目的与爱恋被茫然未知所代替。其中性的因素可有可无。现代的一些批评家提出了一个更简洁的理论：人们之所以拟造出永生的吸血鬼这样的存在，是因为这么做可以克服、或者暂时的逃离死亡带来的恐惧。
吸血的内在性欲望可以被看作是与同类相食以及民间传说中梦淫妖的行为有着本质的联系。许多传说中都写有各种各样的生物将受害人其他的液体也耗尽，很显然是下意识地联系到了精液上。最后琼斯指出，当越来越多的正常的性行为被压抑的时候，就会形成原始野蛮的表达，尤其是性施虐狂；他认为口头的性施虐的综合产物便是吸血鬼式的行为。

### 政治因素解释
现代吸血鬼传说的重塑不是没有政治隐因的。贵族公爵德古拉总在城堡裡独处，离他那几个疯了的仆从远远的，只在晚上出现吸食领地上农民的血。德古拉是依靠旧制度生存的象征。在所著的《哲学词典》（1764）“吸血鬼”一词的词条一栏，伏尔泰指出18世纪末有关吸血鬼存在的信仰骤减，但那时“股票经纪人、货商和生意人，在光天化日之下吸活人的鲜血；他们并非死人，却腐化堕落。真正的吸血鬼不是在坟墓裡，而是在富丽堂皇的宫殿裡。”马克思把资本定义为“死亡的劳资，像吸血鬼一样，只能靠吸食活着的劳力存活。活的越久，要吸食的劳力就越多。“韦纳·荷索在他的《诺斯费拉图》一书中，更深刻地讽刺了这种政治现象：书中的主人公乔纳森·哈克（Jonathon Harker），一位中产阶级的律师，成为了下一个吸血鬼。就这样，资本主义资产阶级成为了下一个寄生阶层。

### 精神病理学
有些谋杀者将谋杀伪装地像吸血鬼犯案。连环杀手彼得·库尔滕和理查德·特腾·蔡司（Richard Trenton Chase）被发现吸食被害人的血，之后小报记者称其为“吸血鬼”。同样的，1932年，瑞典斯德哥尔摩有一件悬而未明的谋杀案，因其被害人的死状而别名“吸血鬼谋杀案”。16世纪末期，匈牙利女公爵伊莉莎白·巴托里，被描述为大肆杀人，并用被害人的鲜血沐浴，以保青春美丽，由此在后几个世纪的作品中，尤为臭名昭著。

### 现代吸血鬼亚文化
吸血鬼式生活是当代亚文化人群，尤其是哥特式文化的专属名词。这类人群以消费他人的鲜血为消遣；产生原因是与象征信仰主义，惊悚电影，安妮·莱斯的科幻小说以及英国维多利亚风相关的丰富的近代历史。吸血鬼亚文化下积极的吸血主义包括与吸血有关的吸血主义（即指乐观吸血主义和超自然吸血主义）和吸取精气两种。

### 吸血蝙蝠

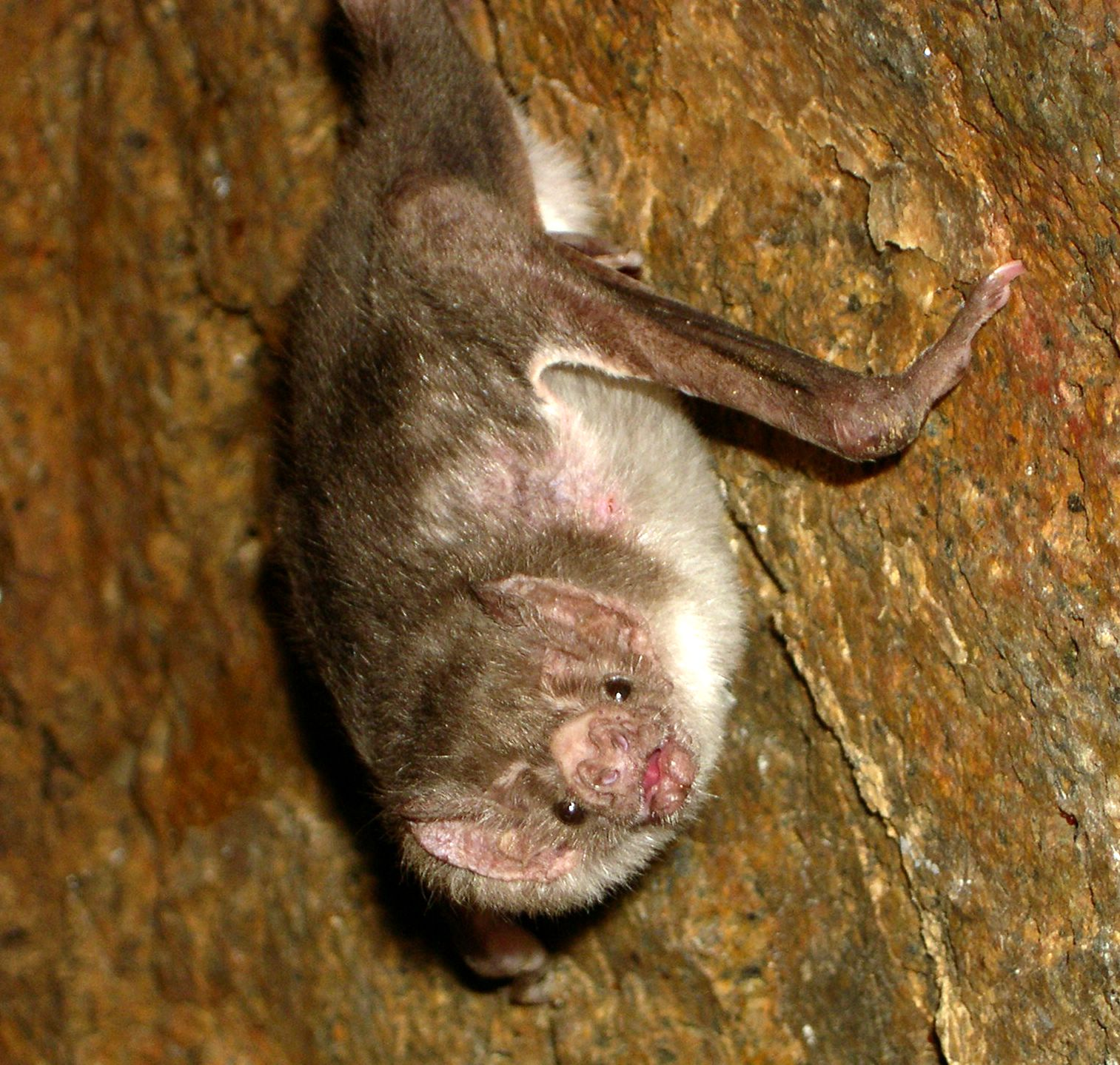
秘鲁的吸血蝙蝠

尽管许多文化中都有关于吸血蝙蝠的故事，但它们是最近才成为传统吸血鬼传说的一部分的。事实上，它们是16世纪在南美大陆被发现后，才归入吸血鬼传说的。虽然欧洲没有吸血蝙蝠，但蝙蝠和猫头鹰很久以来就与超自然和预言联系在一起，这当然主要是因为它们的夜间活动的天性。在现代英国印章传统裡，印有蝙蝠意味着“意识到黑暗与混乱的力量”。
真实的吸血蝙蝠有三个品种，都是拉丁美洲的特产，没有证据表明它们在人类记忆中有旧世界的亲属。也就是，民间传说裡的吸血鬼不可能是吸血蝙蝠的一种扭曲存在或者记忆加工。这种蝙蝠是根据传说裡的吸血鬼命名的，而不是吸血鬼是根据蝙蝠命名；牛津英语词典记录了此词在民间传说裡的出现是1734年开始的，而在动物学裡直到1774年才开始。
文学作品中的德古拉几次变形成蝙蝠，并且书中提到了两回吸血蝙蝠。1972年的舞台剧与小说保持一致，让德古拉变形成蝙蝠，电影裡也一样，贝拉·卢戈西也变形成了蝙蝠。变形成蝙蝠的场景在1943年小朗·钱尼主演的《德古拉之子》裡再次被引用。

## 另見
- 吸血鬼题材作品列表
- 吸血鬼葬礼
- 巴托里・伊莉莎白
- 吸血鬼猎人
- 半吸血鬼